# Santiria laevigata
Santiria laevigata är en tvåhjärtbladig växtart som beskrevs av Carl Ludwig von Blume. Santiria laevigata ingår i släktet Santiria och familjen Burseraceae. Utöver nominatformen finns också underarten S. l. glabrifolia.